# Motoufala
Motoufala est un îlot du groupe d'îles Nukunonu des Tokélaou,,.